# Arthur Moeller van den Bruck
Arthur Moeller van den Bruck (Solingen, 23 de abril de 1876 - Berlín, 30 de mayo de 1925) fue un escritor, crítico cultural y publicista alemán, autor de la obra El Tercer Reich, publicada en 1923. Formó parte del llamado Movimiento Revolucionario Conservador alemán —en el cual su obra El Tercer Reich fue de especial importancia—, surgido en la década de 1920 como reacción a la revolución de 1918-1919. 
También escribió Die moderne Literatur in Gruppen und Einzeldarstellungen (1899), Die Deutschen, o Die politischen Kräfte, publicada en 1933, entre otras; además de trabajar en la traducción al alemán de obras de Fiódor Dostoyevski o Gustave Flaubert. Se suicidó en 1925, habiendo sido atribuido este acto a su desesperación por el futuro del país.
En los primeros años de la Alemania nazi fue reconocido como uno de los «heraldos del Tercer Reich» y el título de su obra homónima El Tercer Reich fue usado tras su muerte por la propaganda del nacionalsocialismo. Aunque defendía puntos comunes con la obra de Oswald Spengler La decadencia de Occidente, escribió de forma crítica sobre esta y su autor, al que tachó de «agorero de moda». Moeller propugnaba la construcción de un «gran imperio germánico centroeuropeo (...) que conciliaría a todas las clases sociales y superaría las contradicciones de la historia alemana».